# Géante de Jersey
La Géante de Jersey est une race américaine de poule domestique. Elle fut créée dans le comté de Burlington, au New Jersey, à la fin du XIXe siècle. Comme son nom l'indique, c'est une race grande, parmi les races de poules les plus lourdes.

## Histoire
John et Thomas Black créèrent la Géante de Jersey pour remplacer la dinde, volaille élevée surtout pour sa chair à l'époque. Ils l'ont produite en croisant des Javas américaines, des Langshans noires et des brahmas foncées. La Géante de Jersey noire fut ajoutée à la norme de perfection de l'American Poultry Association (association américaine de la volaille) en 1922. La variété blanche fut ajoutée en 1947, et la bleue, en 2002. La noire pèse en moyenne près d'un demi-kilo de plus que la blanche. Cette race est actuellement d'une taille considérable, mais elle était plus lourde par le passé. Pendant un certain temps, l'industrie de la viande l'éleva pour en faire des chapons et des poulets à griller. Comme cette race croît bien plus lentement que les volailles plus courantes élevées de nos jours pour leur chair, elle n'en fait plus grand usage.

## Caractéristiques
Il faut beaucoup de temps et de nourriture à la Géante de Jersey pour atteindre sa pleine taille. C'est une race calme et docile. Le coq est rarement agressif. La poule pond de très gros œufs marron et est une assez bonne pondeuse ; elle est notamment connue pour être une bonne pondeuse l'hiver. L'oiseau est robuste et assez résistant au froid. Le plumage est bleu, noir ou blanc, et les jambes sont de couleur saule. La poule demande à couver.
Elle est reconnue parmi les 108 races reconnues par le British Poultry Standard.

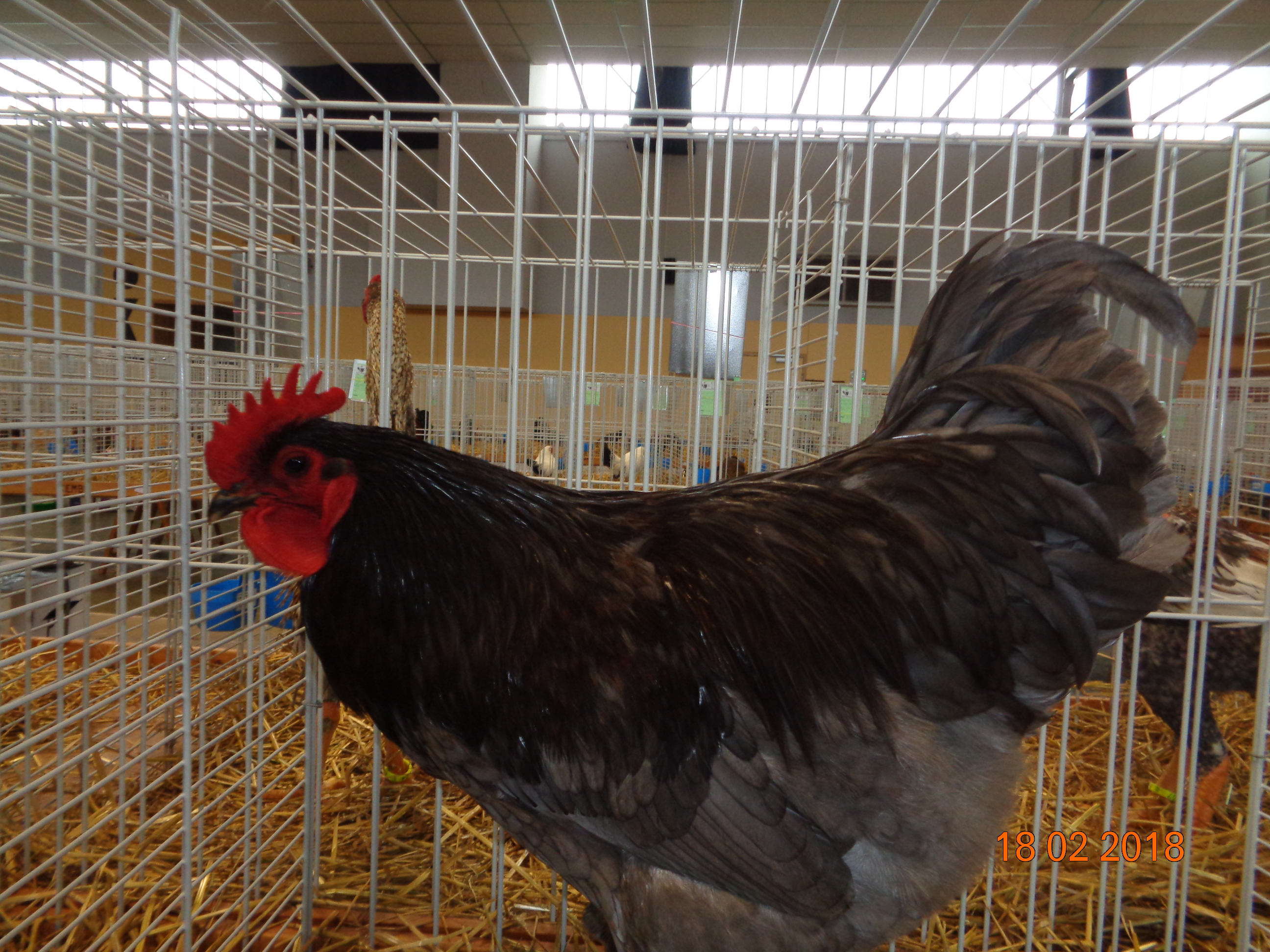
Coq Géante de Jersey bleu
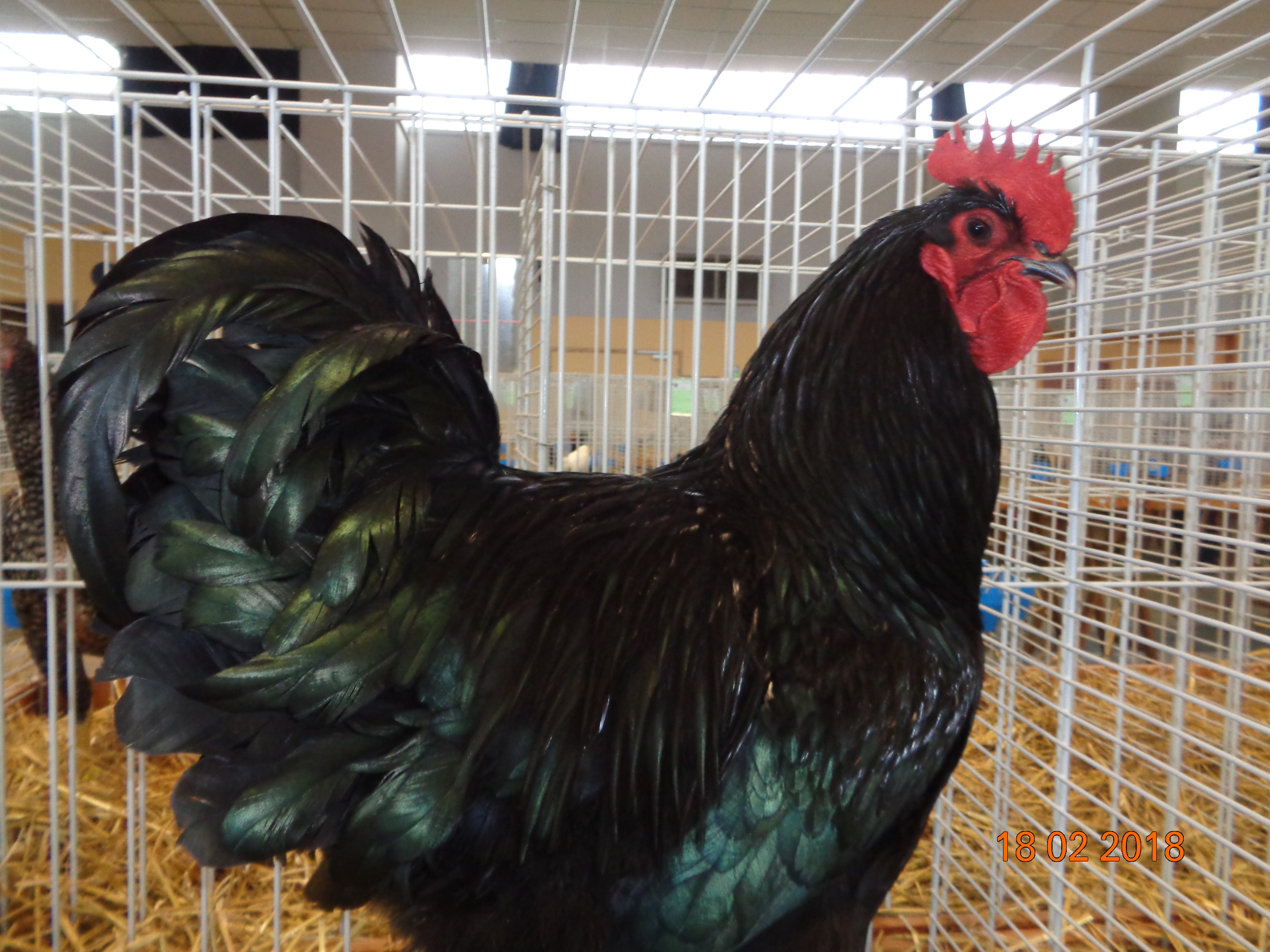
Coq Géante de Jersey noir
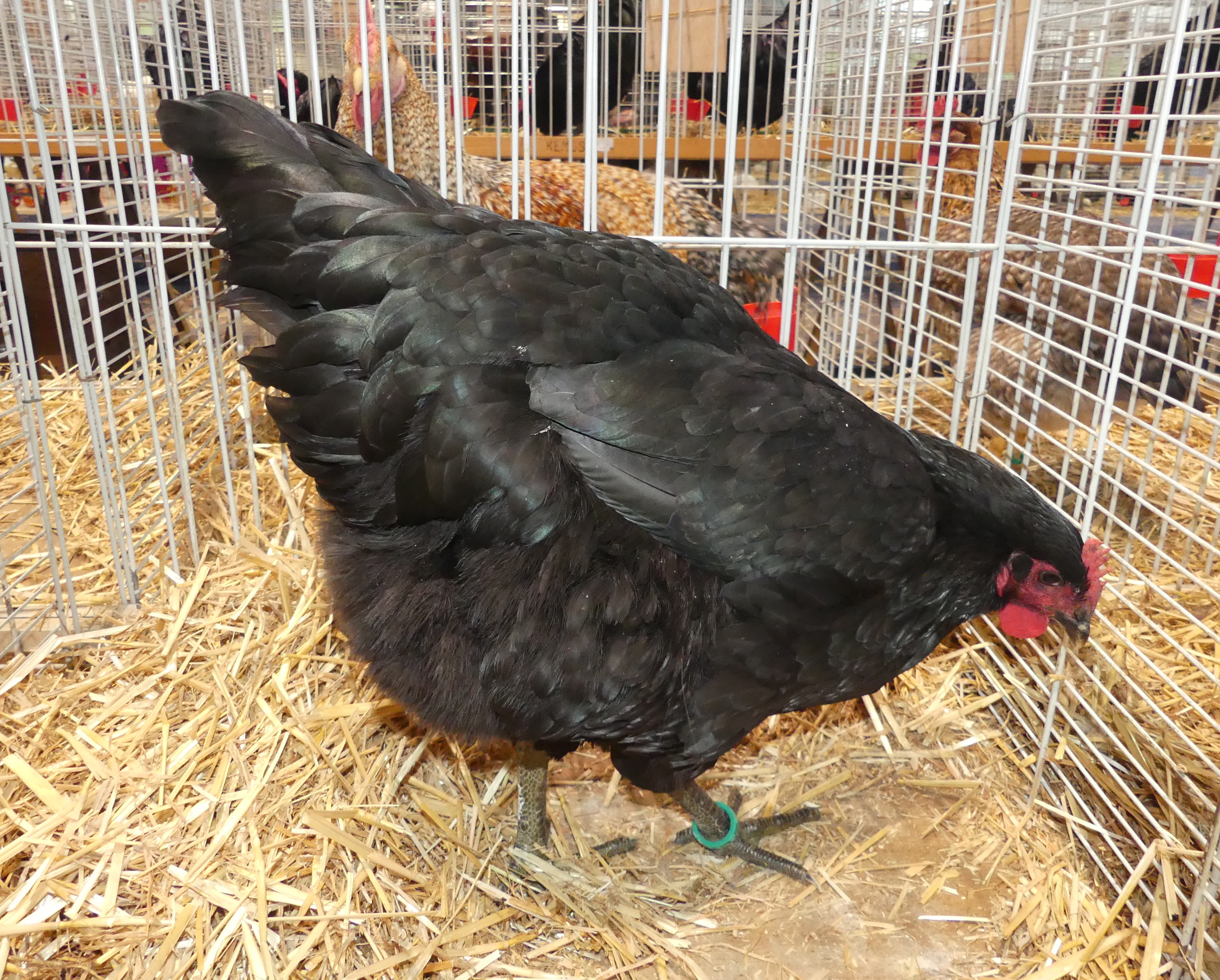
Poule Géante de Jersey noir

## Sources
Le Standard officiel des volailles (Poules, oies, dindons, canards et pintades), édité par la Société centrale d'aviculture de France.